# Marcelo Montealegre
Marcelo Montealegre Klenner (Puerto Montt, 1936) es un fotógrafo, traductor y reportero chileno. Fue corresponsal para la revista Life en Chile y fotógrafo en Revista Ercilla, Editorial Zig-Zag, El Clarín de Buenos Aires, The Houston Post, Newsweek, Der Spieguel, O Cruzeiro, entre otras revistas internacionales. Cubrió la campaña de Eduardo Frei Montalva y la Reforma Agraria, en otros eventos sociales y políticos en el Chile de los años 1950 y 1960, así como actividades de protesta y activismo social en Estados Unidos y otros países. Está radicado en Nueva York desde 1968, donde formó, junto a otros artistas, el Pablo Neruda Cultural Center, un espacio para la articulación artística y política de los chilenos en el exilio.

## Trayectoria
Nació en Puerto Montt, siendo el tercer hijo del matrimonio conformado por el empresario Alberto Montealegre Díaz y la descendiente de alemanes Marichen Klenner. Es hermano del arquitecto Alberto Montealegre y del abogado de derechos humanos Hernán Montealegre, y medio hermano por parte paterna del escritor y humorista gráfico Jorge Montealegre.
En la adolescencia se trasladó con su madre y sus hermanos a Santiago, donde estudió en el colegio Saint George's, para luego entrar a ingeniera en la Universidad Católica. Abandonó la carrera en tercer año para dedicarse a la fotografía.
Empezó su trabajo como fotógrafo en 1958 y como fotoreportero en 1960. Cubrió el Mundial de Fútbol de Chile en 1962, y también el alzamiento militar de Argentina de en septiembre de ese año.
En 1962 conoció al periodista Mario Planet, quien lo invitó a trabajar en el Canal 9 de televisión, entonces a cargo de la Universidad de Chile; allí se desempeñó como encargado del área internacional y fotógrafo y como profesor de fotografía e inglés en la Escuela de Periodismo.
En 1967 fue invitado a Nueva York por la revista Life en español para recibir entrenamiento de corresponsal. Tras este primer viaje volvió a Estados Unidos en 1968 para cubrir, por encargo del Canal 9, la elección del presidente Richard Nixon. Ese año se instaló definitivamente en New York. Desde entonces ha realizado trabajos de periodismo documental, comercial y de derechos humanos en Centro América, Sudamérica y también Europa y África. Durante esa época fotografió a diversos artistas como Bob Dylan y Andy Warhol.

### Activismo cultural y político
Asentado en Nueva York, en el Lower East Side, formó una comunidad de artistas con otros chilenos residentes, como Jaime Barrios, Juan Downey, Nemesio Antúnez, Carmen Beuchat y Vicky Larraín, como también el cubano Waldo Díaz-Balart, el venezolano Rolando Peña, el colombiano César Vallejo y Manuel Peña. El grupo, que luego se llamaría el ‹‹Pablo Neruda Cultural Center› se sumó a los esfuerzos por denunciar y combatir las violaciones a los derechos humanos perpetradas por la dictadura de Augusto Pinochet en los años 70. Fotografió gran parte de las actividades políticas, artísticas y sociales desarrolladas en este contexto. Su residencia, tanto en Tribeca como posteriormente en la calle Broadway, se transformaron en un conocido centro de actividades políticas y artísticas de la diáspora chilena y latina. Cecilia Vicuña, Enrique Lihn, Gonzalo Millán, Gonzalo Rojas, entre otros, presentaron sus performances, lecturas poéticas y discursos políticos en este espacio.
Actualmente vive en Nueva York y tiene cuatro hijos.

## Publicaciones
- No me olvido: Chile 1954-1968, Editorial Ocho Libros (2011).[11]